# Edmond Gérard
Pour les articles homonymes, voir Gérard.
Edmond Gérard est un homme politique français né le 8 février 1861 au Ban-de-Sapt (Vosges) et décédé le 11 novembre 1918 à Saint-Dié (Vosges).

## Biographie
Fils de cultivateurs aisés, il s'établit à Saint-Dié comme avoué en 1887. En 1901, il est élu conseiller d'arrondissement de Saint-Dié et il est désigné comme candidat par la Ligue de la Patrie française en 1902 face à Charles Ferry. Gérard se déclare républicain et durant la campagne ne tient aucune réunion publique mais visite ses partisans. Il est soutenu par les nationalistes et les cléricaux mais aussi par des républicains hostiles à Ferry. Il est facilement élu avec 62 % des suffrages au premier tour. Il ne siège dans aucun groupe mais votant le plus souvent avec la droite dans une opposition contre le Bloc des gauches. Pour raisons de santé, il ne se représente pas en 1906, mais est réélu en 1907 comme conseiller d'arrondissement tout en démissionnant en 1910.

## Décoration
- Chevalier de l'ordre du Mérite agricole